# 中島太一
中島 太一（なかじま たいち、1989年3月19日 - ）は、日本の男性総合格闘家。東京都西東京市出身。ロータス世田谷所属。元バンタム級キング・オブ・パンクラシスト。

## 来歴
サッカー10年(幼少期〜中学)、柔道7年(高校、大学柔道部)のスポーツ歴がある。大学卒業後、2011年10月にパラエストラ東京に所属し、総合格闘技の練習を始めた。
2012年4月にプロデビュー。2016年から2017年にかけて、ロシアの総合格闘技団体ACB（現ACA）に参戦。
2020年9月27日、PANCRASE 318のフェザー級キング・オブ・パンクラス次期挑戦者決定戦で、堀江圭功と対戦し、2-1の判定勝ち
2021年5月30日、PANCRASE 321のフェザー級タイトルマッチで現王者のISAOと対戦し、0-3の判定負けを喫し、王座獲得に失敗した。
2021年12月12日、PANCRASE 325のバンタム級キング・オブ・パンクラス暫定王者決定戦で井村塁と対戦し、3R判定勝ち。パンクラス・バンタム級暫定王者となった。

### RIZIN
2022年4月17日、RIZIN初出場となったRIZIN.35にてフェザー級でヴガール・ケラモフと対戦し、1Rに片脚タックルでテイクダウンされた後、前三角絞で一本負けを喫した。
2022年10月7日、正規王者のハファエル・シウバが王座を返上し、同時に暫定王座を保持していた中島が第4代バンタム級キング・オブ・パンクラシストに昇格した。
2023年4月30日、PANCRASE 333のバンタム級キング・オブ・パンクラス王座統一戦で暫定王者の田嶋椋と対戦し、3-0の判定勝ちを勝ちを収め、王座統一に成功した。
2023年9月24日、RIZIN.44で元修斗バンタム級王者の岡田遼と対戦し、3R判定勝ちを収めた。
2023年11月16日、PANCRASEバンタム級王座を返上。返上理由については、「これから本気でRIZINのチャンピオンを狙うためです。この王座返上は僕の覚悟です」と話した。
2024年4月29日、RIZIN.46で元ROAD FC 2階級王者のキム・スーチョルと対戦し、2R開始直後に左フックを受けてKO負けした。

## 戦績

### プロ総合格闘技
| 総合格闘技 戦績 | 総合格闘技 戦績 | 総合格闘技 戦績 | 総合格闘技 戦績 | 総合格闘技 戦績 | 総合格闘技 戦績 | 総合格闘技 戦績 |
| --------------- | --------------- | --------------- | --------------- | --------------- | --------------- | --------------- |
| 31 試合         | (T)KO           | 一本            | 判定            | その他          | 引き分け        | 無効試合        |
| 18 勝           | 6               | 3               | 9               | 0               | 0               | 0               |
| 13 敗           | 2               | 1               | 10              | 0               | 0               | 0               |

| 勝敗 | 対戦相手                 | 試合結果                                  | 大会名                                                                       | 開催年月日     |
| ○    | CORO                     | 1R 1:34 TKO（左フック→パウンド）          | RIZIN LANDMARK 11                                                            | 2025年6月14日  |
| ○    | ハルク大城               | 2R 3:19 TKO（ドクターストップ：脛の出血） | DEEP TOKYO IMPACT 2025 2nd ROUND                                             | 2025年4月13日  |
| ×    | キム・スーチョル         | 2R 0:06 KO（左フック）                    | RIZIN.46 【日韓対抗戦】                                                      | 2024年4月29日  |
| ○    | 岡田遼                   | 5分3R終了 判定3-0                         | RIZIN.44                                                                     | 2023年9月24日  |
| ○    | 田嶋椋                   | 5分5R終了 判定3-0                         | PANCRASE 333 【バンタム級キング・オブ・パンクラス王者統一戦】                | 2023年4月30日  |
| ×    | ヴガール・ケラモフ       | 1R 2:00 前三角絞                          | RIZIN.35                                                                     | 2022年4月17日  |
| ○    | 井村塁                   | 2R 0:08 TKO（スタンドパンチ連打）         | PANCRASE 325 【バンタム級キング・オブ・パンクラス暫定王者決定戦】            | 2021年12月12日 |
| ×    | ISAO                     | 5分5R終了 判定0-3                         | PANCRASE 321 【フェザー級キング・オブ・パンクラスタイトルマッチ】            | 2021年5月30日  |
| ○    | 堀江圭功                 | 5分3R終了 判定2-1                         | PANCRASE 318 【フェザー級キング・オブ・パンクラス次期挑戦者決定戦】          | 2020年9月27日  |
| ○    | ボリス・フェドロフ       | 5分3R終了 判定3-0                         | PANCRASE 312                                                                 | 2020年2月16日  |
| ×    | ユータ&ロック            | 5分3R終了 判定0-3                         | PANCRASE 307                                                                 | 2019年7月21日  |
| ×    | カイル・アグォン         | 5分3R終了 判定1-2                         | PANCRASE 304 【フェザー級キング・オブ・パンクラス次期挑戦者決定戦】          | 2019年4月14日  |
| ○    | 田村一聖                 | 5分3R終了 判定3-0                         | PANCRASE 299                                                                 | 2018年9月9日   |
| ×    | トゥラル・ラギモフ       | 5分3R終了 判定0-3                         | ACB 71: Moscow                                                               | 2017年9月30日  |
| ×    | アルマン・オスパノフ     | 2R 1:35 KO（後ろ回し蹴り）                | ACB 61: Balaev vs. Bataev                                                    | 2017年5月20日  |
| ○    | フェイジディニ・ラザバリ | 2R 1:20 キムラロック                      | ACB 55: Tajikistan                                                           | 2017年3月24日  |
| ○    | マゴメド・カムザエフ     | 1R 4:15 KO（ミドルキック）                | ACB 45                                                                       | 2016年9月17日  |
| ×    | イスラム・メシェフ       | 5分3R終了 判定0-3                         | ACB 40: Battleground                                                         | 2016年6月3日   |
| ×    | アーノルド・クエロ       | 5分3R終了 判定0-3                         | WSOF GC 2: Japan 1                                                           | 2016年2月7日   |
| ○    | ダン・イゲ               | 5分3R終了 判定2-1                         | PANCRASE 272                                                                 | 2015年11月28日 |
| ×    | ビクター・ヘンリー       | 5分3R終了 判定1-2                         | PANCRASE 267                                                                 | 2015年5月31日  |
| ×    | 北田俊亮                 | 5分3R終了 判定0-3                         | DEEP DREAM IMPACT 2014 〜大晦日SPECIAL〜                                     | 2014年12月31日 |
| ○    | マルシオ・セザール       | 1R 2:38 KO（右バックスピンキック）        | PANCRASE 257 【ワールドスラムトーナメント バンタム級 決勝】                  | 2014年3月30日  |
| ○    | サーワン・カカイ         | 5分3R終了 判定3-0                         | PANCRASE 252 【ワールドスラムトーナメント バンタム級 1回戦】                 | 2013年9月29日  |
| ×    | 手塚基伸                 | 5分3R終了 判定0-3                         | PANCRASE 247                                                                 | 2013年5月19日  |
| ○    | 佐藤将光                 | 5分3R終了 判定3-0                         | PANCRASE 245                                                                 | 2013年2月3日   |
| ○    | 滝田J太郎                | 5分3R終了 判定3-0                         | PANCRASE 2012 PROGRESS TOUR                                                  | 2012年11月10日 |
| ○    | 北郷祐介                 | 1R 3:19 アームロック                      | PANCRASE 2012 PROGRESS TOUR 【ネオブラッド・トーナメント バンタム級 決勝】   | 2012年9月1日   |
| ○    | 土佐健市                 | 2R 1:03 チョークスリーパー                | PANCRASE 2012 PROGRESS TOUR 【ネオブラッド・トーナメント バンタム級 準決勝】 | 2012年7月1日   |
| ○    | CORO                     | 5分2R終了 判定3-0                         | PANCRASE 2012 PROGRESS TOUR 【ネオブラッド・トーナメント バンタム級 1回戦】  | 2012年4月28日  |
| ×    | チェ・ドンソン           | 5分3R終了 判定0-3                         | HEAT20 〜HEAT20回記念大会〜                                                  | 2011年12月17日 |

### アマチュア総合格闘技
| 勝敗 | 対戦相手 | 試合結果                | 大会名                                                                                    | 開催年月日     |
| ○    | 大沢義幸 | 5分1R終了 判定3-0       | PANCRASE 2012 PROGRESS TOUR                                                               | 2012年1月22日  |
| ×    | 別府克祥 | 5分1R終了 判定0-3       | DEEPフューチャーキングトーナメント2011 【フューチャーキングトーナメント ライト級 準決勝】 | 2011年12月10日 |
| △    | 川原レイ | 5分2R終了 時間切れ      | PANCRASE 2011 IMPRESSIVE TOUR                                                             | 2011年11月12日 |
| ○    | 高津庸   | 1R 4:43 TKO（パウンド） | PANCRASE 2011 IMPRESSIVE TOUR                                                             | 2011年9月4日   |

## 獲得タイトル
- パンクラスプロ昇格トーナメント フェザー級 優勝
- パンクラス 第18回ネオブラッド・トーナメント バンタム級 優勝（2012年）
- パンクラス 8人日本選抜 vs. 8人世界選抜 ワールドスラムトーナメント バンタム級 優勝（2015年）
- 第4代バンタム級キング・オブ・パンクラス王座（2022年）

### 試合映像
1. ↑  『【試合映像】ヴガール・ケラモフ vs. 中島太一 / Vugar Karamov vs. Taichi Nakajima - RIZIN.35』RIZIN公式YouTubeチャンネル、2022年。
2. ↑  『【試合映像】Full Fight | 中島太一 vs. 岡田遼 / Taichi Nakajima vs. Ryo Okada - RIZIN.44』RIZIN公式YouTubeチャンネル、2023年。
3. ↑  『【試合映像】中島太一 vs. キム・スーチョル / Taichi Nakajima vs. Soo Chul Kim - Yogibo presents RIZIN.46』RIZIN公式YouTubeチャンネル、2024年5月7日。

### 補足映像
1. ↑  『【番組】RIZIN CONFESSIONS #99（※番組内で試合映像＆ウガール・ケラモフと中島太一による試合振り返りドキュメンタリー番組）』RIZIN公式YouTubeチャンネル、2022年。
2. ↑  『【番組】RIZIN CONFESSIONS #133（※番組内で試合映像＆中島太一と岡田遼による試合振り返りドキュメンタリー番組）』RIZIN公式YouTubeチャンネル、2023年。
3. ↑  『【番組】RIZIN CONFESSIONS #149（※番組内で試合映像＆キム・スーチョルと中島太一による試合振り返りドキュメンタリー番組）』RIZIN公式YouTubeチャンネル、2024年。